# Sport Clube Verdun
Sport Clube Verdun is een Kaapverdische voetbalclub. De club speelt in het voetbalkampioenschap van Sal (eilanddivisie), op Sal, waarvan de kampioen deelneemt aan het Kaapverdisch voetbalkampioenschap, de eindronde om de landstitel.

## Erelijst
Voetbalkampioenschap van Sal
1979/80, 2013/14
Beker van Sal
2000/01
Superbeker van Sal
2000/01, 2013/14
Académica · Académico do Aeroporto · Juventude · Palmeira · SC Santa Maria · SC Verdun